# Pia Kristensen
Pia Kristensen (født 9. april 1953) er en dansk politiker som har repræsenteret Dansk Folkeparti i Folketinget fra 2001 til 2007.

## Biografi fra Folketingets hjemmeside
Kristensen, Pia, sygehjælper og informationsassistent.
Dansk Folkeparti – Folketingsmedlem for Roskilde Amtskreds fra 20. nov. 2001.
Født den 9. april 1953 i Horsens, datter af litografisk offsettrykker Erik Munch og sygehjælper Tove Dvinge Munch.
Folkeskole 1960-67, realeksamen 1970, sygehjælpereksamen 1971 og handelsskoleeksamen fra Vestegnens Handelsskole 1995 og 1996.
Plejehjem, gerontopsykiatri, sindslidende/narkomaner, hospiceafdeling, genoptræningsafsnit, informationsassistent indtil 3. dec. 2001.
Medlem af bestyrelsen i Dansk Folkeparti i Solrød og af kommunalbestyrelsen i Solrød fra 1996.
Partiets kandidat i Lejrekredsen.